# Stor svartstjärna
Stor svartstjärna (Sagiolechia rhexoblephara) är en lavart som först beskrevs av William Nylander och fick sitt nu gällande namn av Alexander Zahlbruckner. 
Sagiolechia rhexoblephara ingår i släktet Sagiolechia och familjen Gomphillaceae.   Inga underarter finns listade i Catalogue of Life.
I den svenska databasen Dyntaxa används istället namnet Rhexophiale rhexoblephara för samma taxon.  Arten är reproducerande i Sverige.